# Circus macrourus
L'albanella pallida (Circus macrourus (S. G. Gmelin, 1770) è un uccello accipitriforme della famiglia degli Accipitridi diffuso in una fascia di territorio compresa tra l'Europa orientale e l'Asia centrale.

## Descrizione

### Dimensioni
Misura 40–48 cm di lunghezza, per un peso di 235-416 g nel maschio e di 402-550 g nella femmina; l'apertura alare è di 100–121 cm.

### Aspetto
I due sessi hanno un aspetto molto differente: il maschio ha un piumaggio molto chiaro; i vecchi esemplari sono riconoscibili per le loro parti inferiori bianche che contrastano con le punte nere di alcune primarie e le parti superiori di colore grigio chiaro su cui spiccano le punte nere delle ali, che conferiscono loro un aspetto molto differente da quello dell'albanella minore o dell'albanella reale. Le iridi e le zampe sono gialle.
Le femmine hanno una colorazione generale marrone, con parti inferiori più chiare attraversate da strisce scure. Le femmine di albanella pallida si possono distinguere da quelle di altre albanelle (minore o reale) dai motivi che ornano la faccia. La macchia nera che orna la regione auricolare è molto più sviluppata in direzione del mento e del becco. Al di sotto di essa si trova un collare chiaro che circonda la base del collo. Un'ulteriore differenza è data dal numero di bande che marcano le secondarie. Nell'albanella pallida sono tre, mentre nell'albanella minore quelle complete sono solo due.
I giovani sono molto simili alle femmine, ma hanno le parti inferiori e il sottoala di colore bruno-ruggine senza strisce. Come nelle loro madri, i motivi facciali e il collare chiaro sono particolarmente visibili e costituiscono dei caratteri essenziali per l'identificazione. I giovani acquisiscono il piumaggio definitivo intorno ai due anni.

### Voce
L'albanella pallida è piuttosto silenziosa al di fuori del periodo della riproduzione. Altrimenti, la sua comunicazione è abbastanza simile a quella dell'albanella reale e dell'albanella minore. Emette così degli yik-yik-yik striduli quando è in volo. La femmina produce un piih discreto quando il maschio le porta il cibo nel nido. Durante il volo nuziale, questo uccello lancia un grido acuto e sonoro.

## Biologia
Le albanelle pallide trascorrono gran parte della giornata a caccia, spostandosi talvolta per quasi 20 chilometri attorno al loro posatoio preferito. Come le altre specie del genere Circus, volano a bassa altezza al di sopra del suolo e piombano in picchiata a terra per catturare la preda.
A partire dalla fine di agosto o all'inizio di settembre, le albanelle pallide lasciano i loro terreni di nidificazione per raggiungere i territori dal clima più mite situati a sud. La migrazione avviene su un ampio fronte e le concentrazioni di uccelli nei punti di passaggio in corrispondenza degli stretti sono generalmente poco cospicue. Le popolazioni che vivono nella parte occidentale dell'areale di nidificazione migrano in Africa a sud del Sahara, mentre quelle della parte orientale si dirigono verso il subcontinente indiano (Afghanistan, Pakistan, India, Bangladesh, Nepal e Birmania). Le rotte migratorie seguite non sono le stesse; gli uccelli che scendono in Africa attraversano la Turchia in ottobre e novembre, ma al loro ritorno, in primavera, intraprendono un itinerario più occidentale, passando per il Nordafrica e la Tunisia.

### Alimentazione
Le albanelle pallide si nutrono principalmente di roditori, in particolare di lemming. Mangiano anche arvicole, toporagni, citelli e criceti. Questi rapaci catturano anche un gran numero di uccelli, come i nidiacei delle allodole, le ballerine e i pulcini che trovano nei cortili. Occasionalmente, divorano lucertole e insetti. Le albanelle pallide dipendono strettamente dalle popolazioni di piccoli roditori e il numero delle covate portate a termine varia spesso a seconda di questo criterio.

### Riproduzione

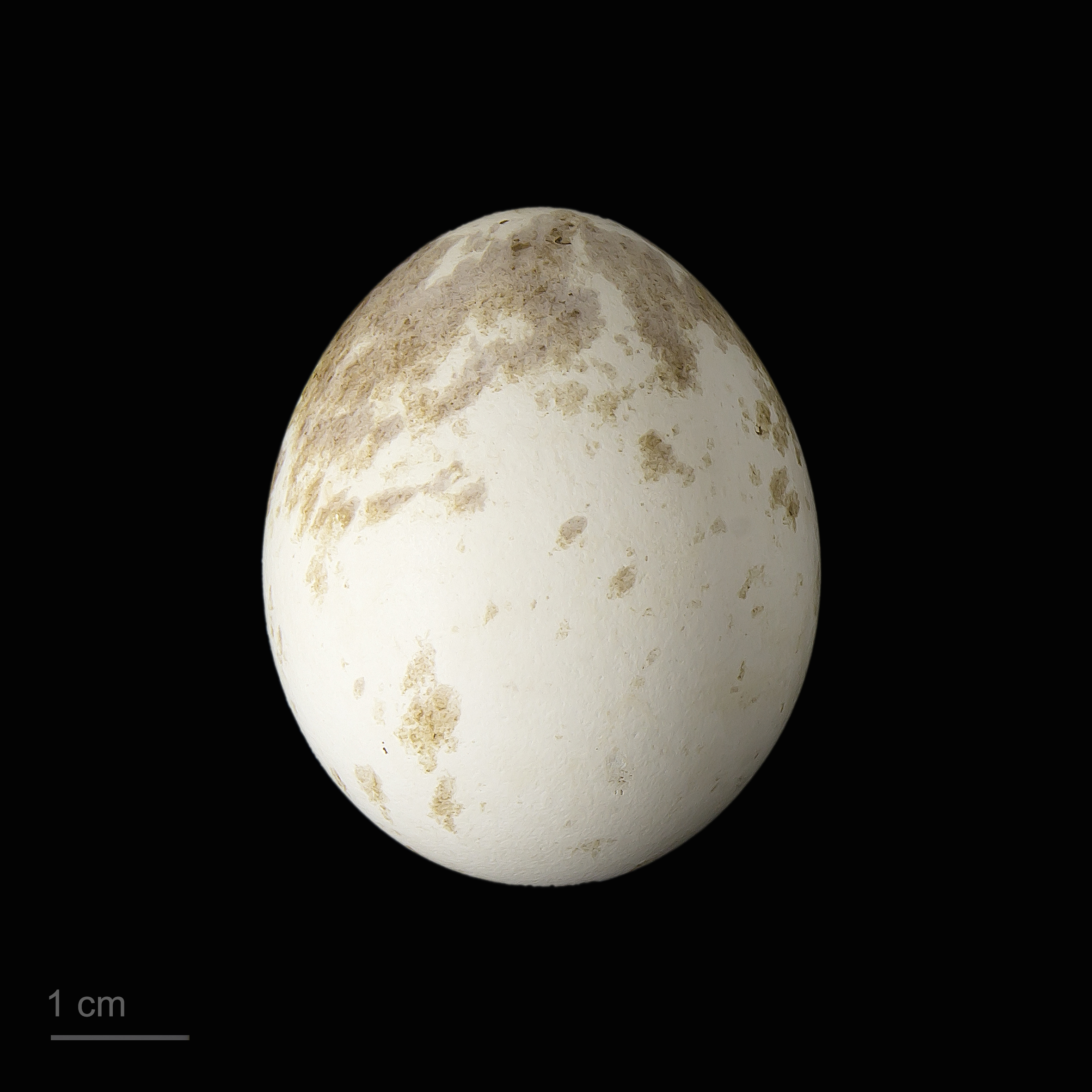
Circus macrourus

Le albanelle pallide raggiungono la maturità sessuale probabilmente intorno ai 2 o 3 anni, il che a volte non impedisce loro di riprodursi più precocemente. Questi uccelli arrivano nei loro luoghi di nidificazione in aprile e le coppie sono già formate. Non appena hanno trovato un luogo adatto per riprodursi, segnalano il loro territorio con una serie di parate aeree del tutto simili a quelle dell'albanella minore (Circus pygargus). Come nelle altre specie di albanella, i nidi sono relativamente vicini l'uno all'altro. Talvolta questi uccelli formano anche colonie sparse. Il nido è situato a terra, nascosto dall'erba e spesso vicino a uno specchio d'acqua. Alla fine di aprile o all'inizio di maggio, la femmina vi depone da 4 a 5 uova, che cova da sola durante 29 o 30 giorni. I piccoli rimangono nel nido per un periodo che va da 33 a 45 giorni. Dopo l'involo, i 2 o 3 sopravvissuti continuano a dipendere dai genitori per il cibo per altre 2-3 settimane.

## Distribuzione e habitat
Le albanelle pallide nidificano nelle pianure erbose, nelle steppe secche o nelle steppe alberate, spesso in prossimità di piccoli fiumi, di laghi o di zone umide. Nella parte settentrionale del loro areale, una piccola parte della popolazione si riproduce nelle foreste boreali e nella tundra, dove trova siti adatti all'interno delle radure. In inverno, le albanelle pallide occupano lo stesso genere di habitat, ma si insediano anche nei campi di cereali, nelle zone boschive aperte e sugli altopiani montuosi fino a 2000 metri di altitudine. Effettuano occasionali visite nelle paludi e nelle risaie.
L'areale di nidificazione dell'albanella pallida si estende dall'Ucraina e dalla Russia meridionale fino alle regioni nord-occidentali della Cina e a quelle occidentali della Mongolia. In inverno, questo uccello migra verso la penisola indiana e l'Africa, a sud del Sahara e ad est del lago Ciad. Alcuni uccelli, una piccola minoranza, svernano ai margini dell'areale di nidificazione in Turchia, nei Balcani, in Iran e a sud del mar Caspio. La specie è considerata monotipica, cioè non è divisa in sottospecie.

## Conservazione
All'interno del loro areale di nidificazione, le albanelle pallide soffrono principalmente a causa del degrado del loro habitat e della conversione delle praterie in terreni arabili. Anche gli incendi delle erbe secche e il sovrappascolo delle praterie costituiscono delle minacce importanti. Durante il periodo invernale, questi uccelli cadono senza dubbio vittima dei pesticidi e dei prodotti contro i roditori. La popolazione globale viene stimata tra le 9000 e le 15.000 coppie. Nell'Europa orientale (Azerbaigian, Russia occidentale, Turchia, Ucraina e Romania), la specie è in netto calo. In Moldavia e Bielorussia è persino scomparsa del tutto. La popolazione principale della Russia meridionale è diminuita di oltre il 30% negli anni '70-'90. Il numero di esemplari delle popolazioni asiatiche sembra essere più stabile: nel nord del Kazakistan sono state censite tra 1500 e 2000 coppie, con densità che raggiungono a volte anche 25 esemplari ogni 100 chilometri quadrati. Nella regione di Almaty questi uccelli sono localmente abbondanti. Per le zone più orientali dell'areale mancano informazioni al riguardo.
Tenuto conto del recente declino, la IUCN classifica questa specie come «prossima alla minaccia» (Near Threatened).